# 17920 Зарнецкі
17920 Зарнецкі (17920 Zarnecki) — астероїд головного поясу, відкритий 10 квітня 1999 року.
Тіссеранів параметр щодо Юпітера — 3,536.